# Monoblastus marginellus
Monoblastus marginellus là một loài tò vò trong họ Ichneumonidae.